# Сальса (танець)
Сальса (ісп. salsa) — це парний кубинський танець африканського походження, який входить у програму сучасних латиноамериканських танців.

## Історія
В 1928 році кубинець Ігнасіо Пінейро вимовив слова «Ечалє сальсіта!» («Додамо вогнику!») і зробив їх назвою своєї нової пісні. Незабаром ця фраза трансформувалася просто в «сальсу», а однойменний танець став неймовірно популярним.
До початку 1970-х словом «сальса» позначали суміш всіляких латиноамериканських стилів і ритмів, включаючи гуарачу, ча-ча-ча, пачангу, румбу, мамбу й багато інших. Просте слово, що запам'ятовується, стало товарним знаком латиноамериканської танцювальної музики. Пізніше, слідом за музикою з'явився й танець.
Сальса містить у собі елементи різних танців і стилів країн Карибського басейну (Куба, Пуерто-Рико, Гаїті, Домініканська Республіка) і країн, що примикають до них, Центральної й Південної Америки (Мексика, Венесуела, Колумбія). Деякі рухи сальси запозичені з традиційних танців, інші є специфічними.
Характер сальси виявляється в її основному кроці. Він виникає за рахунок нерухомості верхньої частини тіла й переносу акценту на ноги й талію. Рухи ніг украй важливі, тому що вони задають характерний для сальси рух стегон.

## В Україні
В Україні сальсу виконують на сальсатеках, вечірках open-air в парках на площах або прямо на алеях проспекту. Сальсу можна танцювати не залежно від віку, танцювального досвіду та фізичної підготовки.
Щороку в Україні проходять різноманітні сальса-фестивалі, зокрема на початку березня проходить Kyiv Dance Festival, який є одним з найбільших у Європі. 

## Стилі
Сучасна (2020-ті) сальса поділяється на 2 основних види, які в свою чергу мають достатньо відомі підвиди:
1. «Кругова» сальса, підвидами якої є:
  1. кубинська сальса (інакше касіно);
  2. колумбійська сальса;
  3. домініканська або венесуельська сальса.
2. «Лінійна» сальса (інакше Cross-body style salsa), стилями якої є Лос-Анджелес, Лондон, Нью-Йорк, Пуерто-Рико тощо.

## Галерея

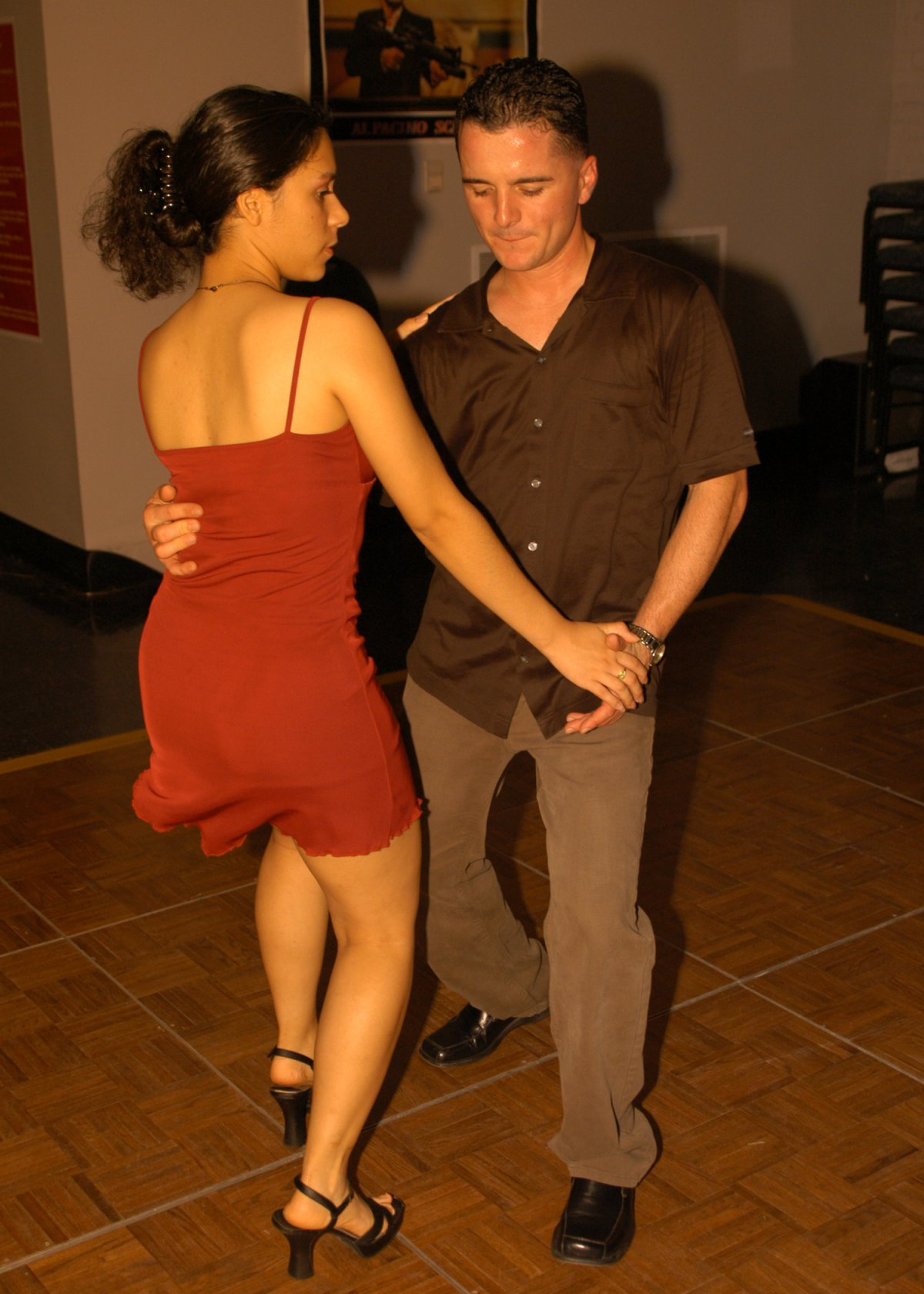
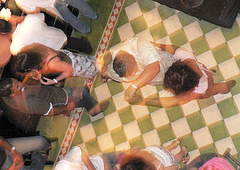
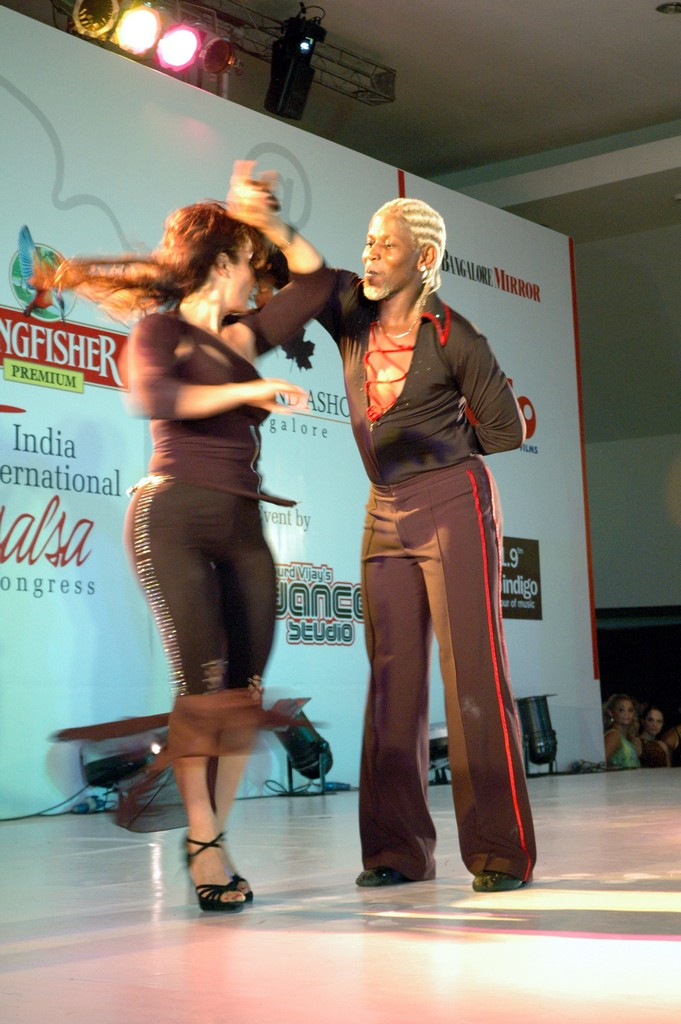
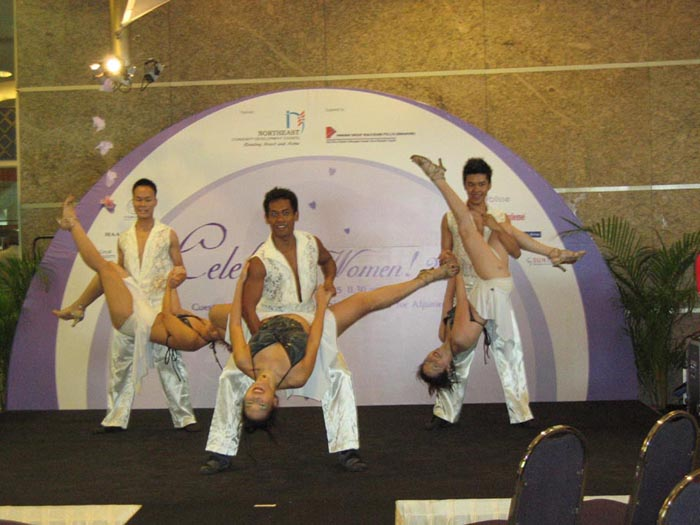
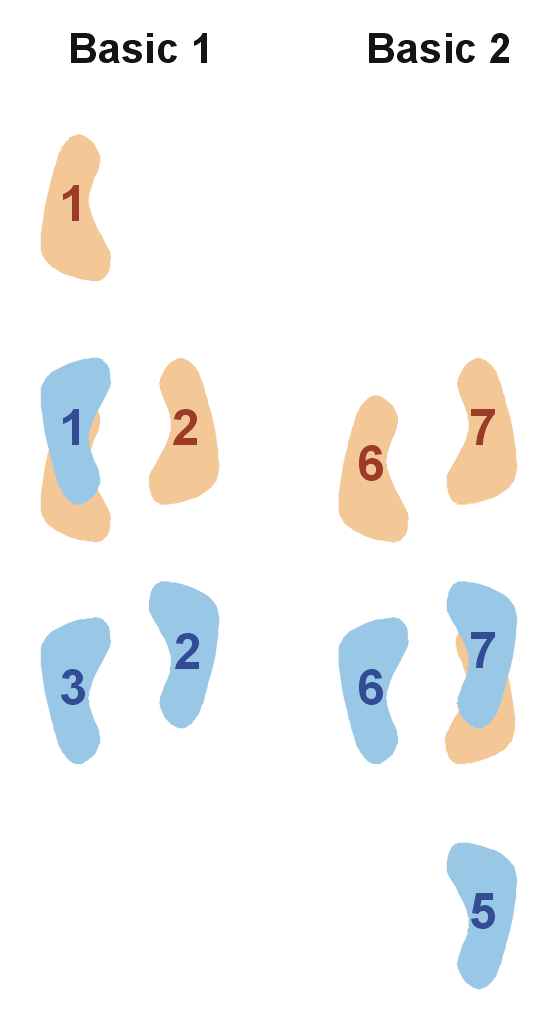